# Kecamatan Sukaluyu
Kecamatan Sukaluyu är ett distrikt i Indonesien.   Det ligger i provinsen Jawa Barat, i den västra delen av landet, 80 km sydost om huvudstaden Jakarta.